# Майен, Герсон
Ге́рсон Ле́ви Майе́н Вильявисе́нсио (исп. Gerson Levi Mayen Villavicencio; 9 февраля 1989, Лос-Анджелес, США) — сальвадорский футболист, полузащитник клуба «Агила» и сборной Сальвадора.

## Клубная карьера
Герсон Майен родился 9 февраля 1989 года в городе Лос-Анджелес. Он начал играть в футбол в США в местных молодёжных командах, после чего присоединился к юношеской команде клуба «Чивас США».
В 2008 году Майен был включён в заявку первого клуба, однако в первом сезоне играл исключительно в Резервном чемпионате MLS, приняв участие в 12 матчах. 29 марта 2009 года в матче против «Далласа» (2:0) Герсон дебютировал за первую команду в MLS. Однако в составе этой команды Майен закрепиться так и не сумел, сыграв в этом сезоне лишь 12 матчей, а в первой половине следующего — лишь 4.
6 августа 2010 на правах аренды перешёл в клуб «Майами», а в апреле следующего года игрок был отдан в клуб «Форт-Лодердейл Страйкерс» из Североамериканской футбольной лиги.
23 ноября 2011 года «Чивас США» обменял Герсона Майена и Джастина Брауна в «Монреаль Импакт» на Джеймса Райли. 1 марта 2012 года «Импакт» отчислил Майена.
В 2012 году футболист недолго поиграл за «Лос-Анджелес Мисионерос», но в том же году отправился в Сальвадор, где стал играть за местный ФАС. За эту команду он провёл ещё два сезона своей карьеры. Большую часть времени, проведённого в составе ФАС, был основным игроком команды.
В состав клуба «Санта-Текла» присоединился в 2014 году. В сезоне 2016/17 Майен стал победителем Апертуры и Клаусуры чемпионата, забив голы в финалах обоих турниров.
В августе 2017 года Майен отправился в шестимесячную аренду в клуб Ассенсо МХ «Кафеталерос де Тапачула».

## Карьера в сборной
В 2008 году начал выступать в составе сборной США до 20 лет, сыграв в международном турнире Кампуш-Вердиш в Португалии. В следующем году в составе сборной был участником молодёжного чемпионата мира в Египте, попав в заявку на замену Энтони Уоллесу, где отыграл весь матч против сверстников из Германии (0:3), но его команда в итоге не вышла из группы. Всего на молодёжном уровне сыграл в 6 официальных матчах.
5 июля 2011 Майен получил разрешение от ФИФА выступать в составе сборной Сальвадора. Он дебютировал за сборную на Центральноамериканском кубке 2013, выйдя на замену на 86-й минуте матча с Гондурасом (1:1).
На том турнире сальвадорцы стали бронзовыми призёрами, что позволило команде пробиться на Золотой кубок КОНКАКАФ 2013. Майен вошёл в состав сборной на данный турнир и выходил на замену в двух матчах турнира против Гаити (1:0) и США (1:5). Впоследствии Герсон в составе сборной стал участником Золотого кубка КОНКАКАФ 2017. На этом турнире он выходил в стартовом составе во всех четырёх матчах и забил гол в матче против Кюрасао.
Майен был включён в состав сборной Сальвадора на Золотой кубок КОНКАКАФ 2019.

## Голы за сборную
По состоянию на 28 марта 2021
| № | Дата            | Стадион                                       | Оппонент | Счёт | Результат | Соревнование                               |
| - | --------------- | --------------------------------------------- | -------- | ---- | --------- | ------------------------------------------ |
| 1 | 17 января 2017  | Роммель Фернандес, Панама, Панама             | Белиз    | 1:0  | 3:1       | Центральноамериканский кубок 2017          |
| 2 | 13 июля 2017    | Спортс Ауторити Филд эт Майл Хай, Денвер, США | Кюрасао  | 1:0  | 2:0       | Золотой кубок КОНКАКАФ 2017                |
| 3 | 13 октября 2018 | Кускатлан, Сан-Сальвадор, Сальвадор           | Барбадос | 3:0  | 3:0       | Лига наций КОНКАКАФ 2019/20 (квалификация) |
| 4 | 25 марта 2021   | Кускатлан, Сан-Сальвадор, Сальвадор           | Гренада  | 1:0  | 2:0       | Чемпионат мира 2022 (квалификация)         |

## Достижения
- Чемпион Сальвадора (4): Клаусура 2015, Апертура 2016, Клаусура 2017, Апертура 2018